# Júpiter LI
Júpiter LI, originalmente conhecido como S/2010 J 1, é um satélite natural de Júpiter. Foi descoberto por R. Jacobson, M. Brozovic, B. Gladman, e M. Alexandersen em 2010 e anunciado em 2011. Tem 2 km de diâmetro, e orbita Júpiter a uma distância média de 23 314 335 km em 723,2 dias, com uma excentricidade de 0,320 e uma inclinação de 163,2°.